# Osiecka de luxe
Osiecka de luxe – trzeci solowy album polskiej artystki Mai Kleszcz, gdzie piosenkarka prezentuje utwory Agnieszki Osieckiej, które stały się przebojami. Płyta, nagrana w akustycznym kwintecie - fortepian, kontrabas, perkusja, gitara, trąbka (Kita, Traczyk, Zemler, Krzak, Idzikowski), ukazała się 15 listopada 2019 pod szyldem Mystic Production (nr kat. MYSTCD377). Płytę promują dwa single: "Damą być" oraz "Tak bardzo się zmienił świat". Nominacja do Fryderyka 2020 w kategorii «Album Roku Muzyka Poetycka».

## Lista utworów
| Nr  | Tytuł utworu                   | Długość |
| --- | ------------------------------ | ------- |
| 1.  | „Tak bardzo się zmienił świat” | 2:52    |
| 2.  | „Księżyc frajer”               | 4:07    |
| 3.  | „Uciekaj moje serce”           | 4:10    |
| 4.  | „Damą być”                     | 2:18    |
| 5.  | „Miłość złe humory ma”         | 3:19    |
| 6.  | „Noc z Renatą”                 | 3:31    |
| 7.  | „Niech żyje bal”               | 3:27    |
| 8.  | „Na całych jeziorach ty”       | 3:14    |
| 9.  | „Nim wstanie dzień”            | 4:06    |
| 10. | „W dziką jabłoń cię zaklęłam”  | 4:01    |
| 11. | „W żółtych płomieniach liści”  | 4:18    |
| 12. | „Sing sing”                    | 4:16    |
| 13. | „Wielka woda”                  | 3:43    |
|     |                                | 47:22   |

## Nagrody i wyróżnienia
- 2019: «Najlepsze polskie płyty 2019 roku» wg tygodnika Polityka: 2. miejsce[4]
- 2019: «Fryderyk» najlepszy album muzyka poetycka: nominacja[potrzebny przypis]